# BMW Strahljäger II
O BMW Strahljäger II foi um projecto da BMW para conceber um avião de caça. Teria um motor a jato BMW 003 e dois canhões MK 103 de 30 mm. Conhece-se duas variantes, uma em que o piloto ia sentado dentro do cockpit e outro em que o piloto ia em posição ventral.